# Micrathena hamifera
Micrathena hamifera är en spindelart som beskrevs av Simon 1897. Micrathena hamifera ingår i släktet Micrathena och familjen hjulspindlar. Inga underarter finns listade i Catalogue of Life.